# Kon Tum (provincie)
Kon Tum (vietnamsky Kon Tum) je provincie v střední části Vietnamu. Žije zde přes 400 tisíc obyvatel, hlavní město je Kon Tum. Hospodářství se zde orientuje na zemědělství.

## Geografie
Provincie leží ve středním Vietnamu, její území z velké části pokrývají hornaté zalesněné kopce. Sousedí s provinciemi Gia Lai, Quang Ngai a Quang Nam. Na západě sousedí s Laosem a Kambodžou.